# In girum imus nocte et consumimur igni
In girum imus nocte et consumimur igni és una pel·lícula francesa dirigida per Guy Debord, feta el 1978 i estrenat als cinemes el 1981. És la sisena i última pel·lícula de Debord.
La pel·lícula (95 minuts de durada) descriu la societat de consum i l'alienació capitalista, esforçant-se per posar en relleu la condició dels esclaus moderns. A més de ser una de les pel·lícules més crítiques pel que fa a la societat moderna, ofereix de manera incisiva les poques etapes de la vida de l'home que, "en un any, va afirmar els temes de la lluita durant un segle" (homenatge a Ivan Xtxeglov), pinta tant el quadre angoixant d'aquesta societat en guerra contra les seves pròpies possibilitats, com l'autobiografia on el penediment no té el seu lloc. L'aspecte és auster (blanc i negre, ús d'imatges fixes més sovint, veu narrativa monòtona, pantalles blanques que duren diversos minuts).
El títol de la pel·lícula és una forma incompleta de l'hexàmetre dactílic i palíndrom In girum imus nocte ecce et consumimur igni, llatinada l'origen de la qual és antic i incert, tot i que sovint s'atribueix a Virgili, referint-se a les arnes que envolten l'espelma abans de cremar-s'hi, i que vol dir: "Ens girem en cercles a la nit i ens devora el foc". També és un palíndrom, és a dir, un text que es pot llegir en les dues direccions tot conservant el mateix significat.

## La pel·lícula
El recorregut de la pel·lícula passa per diversos objectes.
- El primer objecte de l'autor és el seu "públic", les seves condicions d'existència, les relacions socials que resulten d'aquestes condicions d'existència i les raons que fan que aquest públic sigui tan lent per canviar-les. La primera imatge de la pel·lícula, després dels crèdits, mostra un públic de cinema de cara a la pantalla. L'autor situa el seu públic en el seu context social: relaciona les seves relacions íntimes amb la mercaderia, ja sigui en allò que compra o en allò que viu, però també en la seva vida fins i tot, ja que ha de vendre la seva força de treball cada cop més. condicions precàries per satisfer les demandes d'aquesta mercaderia. Ells mateixos emprats pels governants com a simples transportistes de mercaderies, són excés de treball servidors del buit, un buit que els recompensa amb una moneda amb la seva imatge. Una nota optimista, però, ja que en demostrar que la malaltia que pateix aquest públic no és tan misteriosa com creuen, i que potser ni tan sols és incurable mentre arribem a un dia a l'abolició de les classes i de l'Estat. L'objectiu aquí és posar en relleu les absurdes condicions d'existència latents i inherents a l'organització socioeconòmica actual i no podem negar que aquesta pel·lícula té almenys un mèrit en això.

- El segon tema tractarà el cinema com una imatge que és fruit d'una època i de les falses consciències que van créixer sobre aquesta base (:) Quin respecte infantil per les imatges!' 'La crítica d'un món de la representació sacralitzada i les passions exiliades s'aplica al camp del cinema a través de l'amarga burla de l'estatus inactiu de l' "espectador" que està satisfet amb les "imatges" en lloc d'actes, que hauria d'assumir-se com a actor en lloc d'un subordinat. I, de fet, Debord pot anunciar que és capaç de fer una pel·lícula amb qualsevol cosa, destruint aquesta mena d'adagi segons el qual una veritat si no es demostra amb imatges tindria alguna cosa dogmàtica. Remarca que s'hauria pogut fer una altra cosa amb el cinema que el que s'ha convertit a través de la seva mercantilització, amb aquest cinema que és "una enginyosa representació de no dir res, hàbil en enganyar l'avorriment durant una hora reflectint el mateix avorriment.

- El tercer objecte és el que l'autor fa del cinema: per la meva part, si he estat tan deplorable al cinema, és perquè he estat més criminal en altres llocs. És una empresa que fa el seu propi cinema, perquè podria haver estat aquesta pel·lícula que s'està projectant ara mateix. La qual cosa equival a substituir els temes inútils del cinema per l'examen d'un tema important: jo mateix. A la pantalla apareix una escena on Zorro es troba en presència d'un moribund que li pregunta: Però abans de morir, podria saber qui ets? i aquest Zorro revela el seu rostre al moribund, que mor feliç.

- El quart objecte de la pel·lícula és el París dels anys anteriors al 1968, un París on un poble que havia fet barricades als seus carrers 10 vegades i va fer fugir reis […] no es va permetre imatges. Un humà de París. ple de social que a poc a poc ha desertat per esdevenir finalment una vall de desolació i conclou, lacònic, que París ja no existeix.

- El següent objecte relata el que aquest París va permetre a l'autor de les reunions: un grup humà comença a basar la seva existència real en la negativa deliberada d'allò que està universalment establert i en el menyspreu total del que podria passar, aquest París, aquest espai on res és cert i tot està permès. Apareix aleshores un passatge de la seva primera pel·lícula 'Hurlement en faveur de Sade, una pantalla blanca en la qual diverses veus pronuncien frases de significat immediat, algunes extretes del codi penal, altres d'obres de autors clàssics. Va ser llavors, diu, "la capital de la disrupció" on es podia passar el temps en "una inactivitat prodigiosa, que es sentia amenaçadora". En aquest París tothom va beure més copes que un sindicat va dir mentides durant tota una vaga salvatge. Evoca noies, joves, de les quals la més bella […] mor a la presó. Va ser en aquest moment i lloc important on es va plantejar la qüestió de “l'existència del proletariat i què bé podria ser”. També és en aquesta part de la pel·lícula on se'ns dóna la solució al títol de la pel·lícula: Ens donem voltes a la nit i ens devora el foc.

- El sisè tema d'aquesta pel·lícula evocarà el naixement de la Internacional Situacionista, després d'una desfilada d'imatges que presenten els lletristes i els seus companys de la dissolució: ja que "no hi havia res". al voltant d'ells que valia la pena continuar, especifica que 'l'única causa que vam donar suport, l'havíem de definir i recolzar nosaltres mateixos'.

## Cita
| « | Podem afirmar amb certesa que cap desafiament real pot ser plantejat per individus que, exhibint-lo, s'hagin arribat socialment una mica més alt del que haurien estat si s'hi abstenien. Tot això només imita l'exemple conegut d'aquest floriment personal sindical i polític, sempre disposat a allargar un mil·lenni la queixa del proletari, amb l'única finalitat de retenir un defensor. | » |

## Comentari
« In girum imus nocte et consumimur igni » serveix com a subtítol (traduït del llatí a l'anglès) i frase introductòria (en llatí) a l'àlbum fotogràfic True Norwegian Black Metal de Peter Beste (edició de 2008).
També trobem el títol "in girum imus nocte" després el seu palíndrom, sobre una escultura, en els virtuosos jocs de miralls de "3"' (tira còmica de Marc-Antoine Mathieu; Delcourt, agost 2011).
També s'indica el palíndrom incomplet (sense ecce), cap a la meitat del segon episodi de la sèrie de televisió La Prophétie d'Avignon (2007) , per un dels "germans de Judes", abans de llançar-se al buit des de dalt d'una de les torres del Palau dels Papes d'Avinyó.

## Ressenya
La pel·lícula va obtenir la qualificació màxima de premsa de 5 estrelles al lloc Allociné, però un espectador qualificació de només 3,2 estrelles.